# Burg Blankenmoos
Die Burg Blankenmoos ist eine abgegangene Burg am ersten Schutterufer bei Ichenheim, einem heutigen Ortsteil der Gemeinde Neuried im Ortenaukreis in Baden-Württemberg.
Die Burg wurde 1384 als „Blankenmose das hus“ erwähnt und galt schon 1459 als zerstört. Von 1365 bis 1396 wird ein Johann Truchseß von Blankenmoos erwähnt, der die Burg als Lehen der Üsenberger besaß. Im 15. Jahrhundert war der Besitz in Händen der Wiedergrün von Staufenberg.
Heute existiert nur noch ein Flurname "Blankenmoos" auf alten Karten (48° 25′ 14″ N, 7° 51′ 9″ O).